# Folgen der globalen Erwärmung in Österreich
Die Folgen der globalen Erwärmung in Österreich zählen zu den regionalen Auswirkungen der Erderwärmung auf die Gesellschaft, die Gesundheit, die Natur und in technischen Belange, die sich durch das Ansteigen der Durchschnittstemperaturen bemerkbar machen. Durch diese Erwärmung können in Zukunft vermehrt Katastrophen wie Überflutungen, Vermurungen, Waldbrände und Stürme ausgelöst werden. Im Alpenraum tauen Permafrostböden auf, was zu Bergstürzen führen kann, insgesamt werden die Alpen instabiler. Im Osten sind Hitze und Dürre das Hauptproblem.

Globale Temperaturveränderung 1973 bis 2023

Der Klimawandel ist in Österreich stärker ausgeprägt als in anderen Ländern Europas. GeoSphere Austria verzeichnete unter den zehn heißesten Sommer der Messgeschichte vier aus den 2020er-Jahren, vier aus den 2010er Jahren, weiters 2007 und 1994. 2024 war mit +3,1 % über dem Mittel das heißeste Jahr der Messgeschichte, in diesem Jahr wurden zudem der heißeste Sommer, der heißeste Frühling und der zweitheißeste Winter in der Messgeschichte verzeichnet.

## Zweiter Österreichischer Sachstandsbericht zum Klimawandel

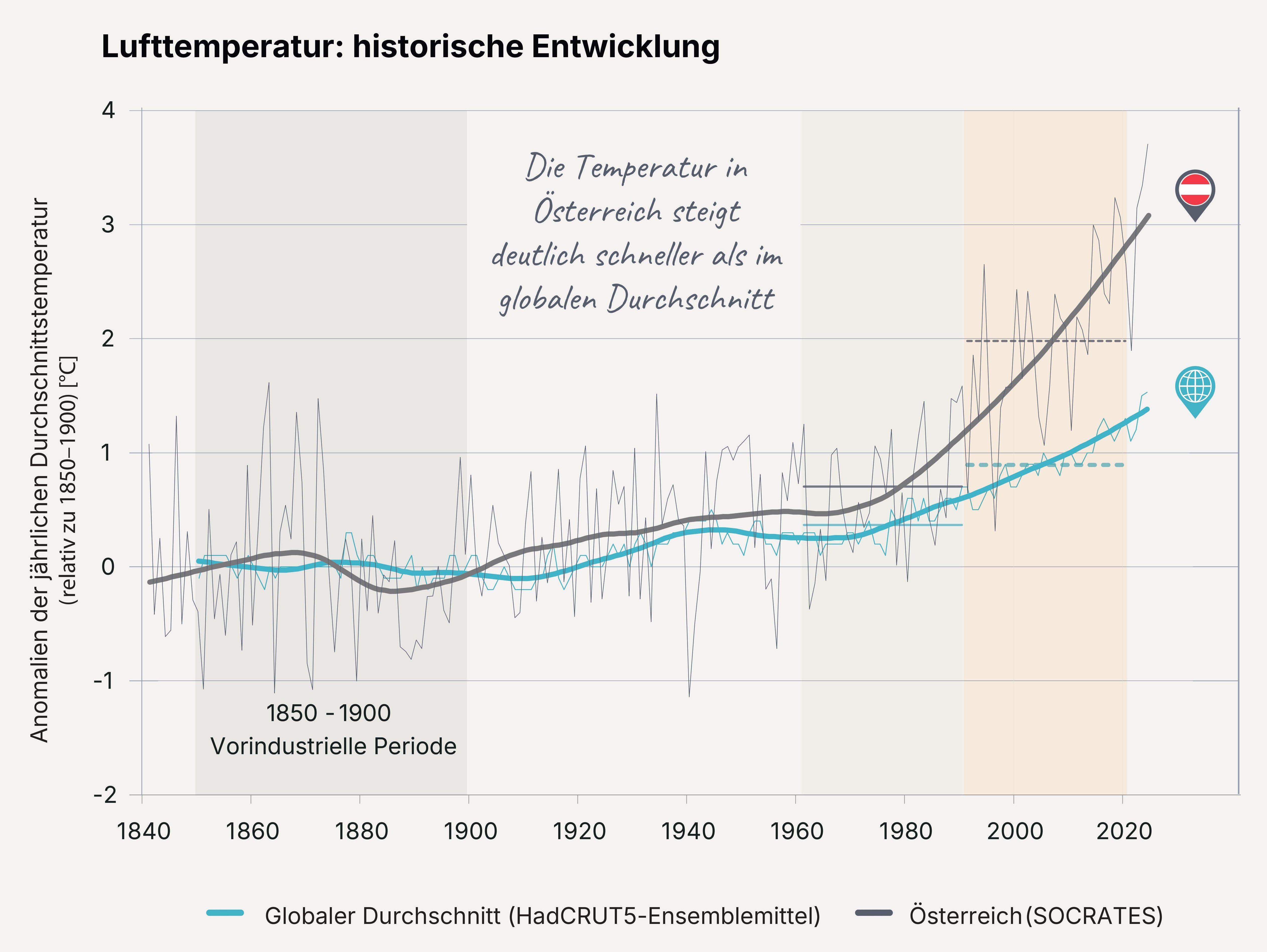
Temperaturentwicklung in Österreich im Vergleich zum weltweiten Durchschnitt. (Abbildung aus dem AAR2)

Im Juni 2025 wurde mit dem Zweiten Österreichischen Sachstandsbericht zum Klimawandel (AAR2) die umfassendste Übersichtsforschung zum Status quo des Klimawandels in Bezug auf Österreich veröffentlicht.
Der Sachstandsbericht des APCC fasst auf mehreren Hundert Seiten den aktuellen wissenschaftlichen Kenntnisstand zur globalen Erwärmung, ihren Folgen für Österreich, Klimaschutz und mögliche Anpassungsstrategien an die globale Erwärmung für Österreich zusammen.
Als wichtigste Erkenntnisse gelten die Tatsache, dass die Temperatur in Österreich deutlich stärker als im globalen Durchschnitt ansteigt, dass der Wohlstand in Österreich durch den Klimawandel gefährdet ist und dass dieser derzeit jährliche Schäden in der Höhe von € 2 Mrd. verursacht.

## Regionale Klimamodelle für Österreich
Globale Klimamodelle berechnen Grundgleichungen des Klimasystems und ermöglichen dadurch Prognosen für Niederschläge und Temperatur. Allerdings haben die globalen Modelle eine Auflösung von 100 km, das ist zu grob für konkrete Vermeidungsmaßnahmen und vor allem zu grob für lokale Anpassungsmaßnahmen.
Regionale Klimamodelle berechnen die Grundgleichungen unter Berücksichtigung der globalen Klimamodelle in einem kleineren Gebiet, beispielsweise in Österreich oder im gesamten Alpenraum. Dabei werden Auflösungen von bis zu 10 km erreicht. Die ersten regionalen Klimamodelle in Österreich gab es bereits in den 1990er Jahren.

## Anstieg der Temperaturen in Österreich

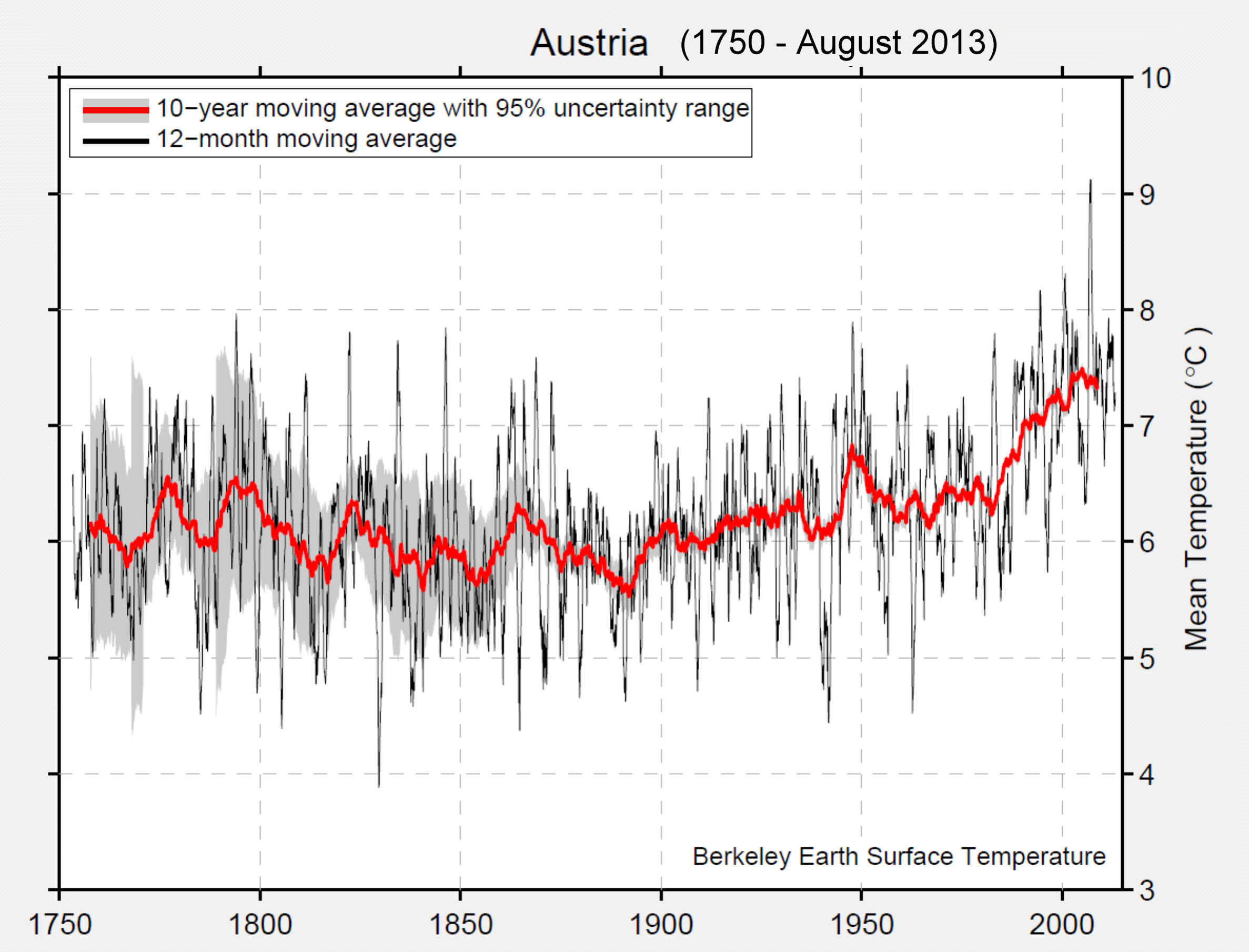
Temperaturanstieg in Österreich

In Österreich stieg die Jahresdurchschnittstemperatur im 20. Jahrhundert um 1,8 °C an, wovon alle Höhenlagen Österreichs betroffen waren. Damit war der Temperaturanstieg in Österreich im letzten Jahrhundert 2- bis 3-mal stärker als jener der Nordhalbkugel der Erde. Die ZAMG erstellte eine Übersicht der zehn heißesten Sommer der Messgeschichte.

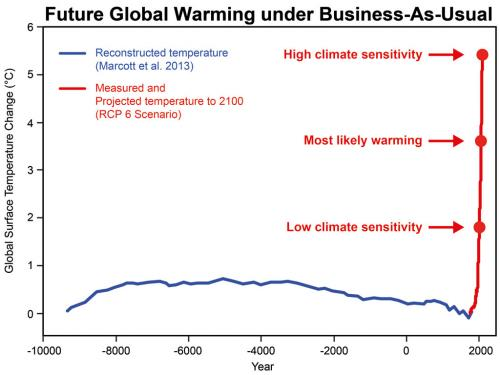
Temperatur von 10.000 v. Chr. bis 2100 (worst case)

Der Temperaturanstieg der letzten vier Jahrzehnte ist in Österreich etwa doppelt so stark ausgeprägt wie global.

## Zunahme an Wetterextremen

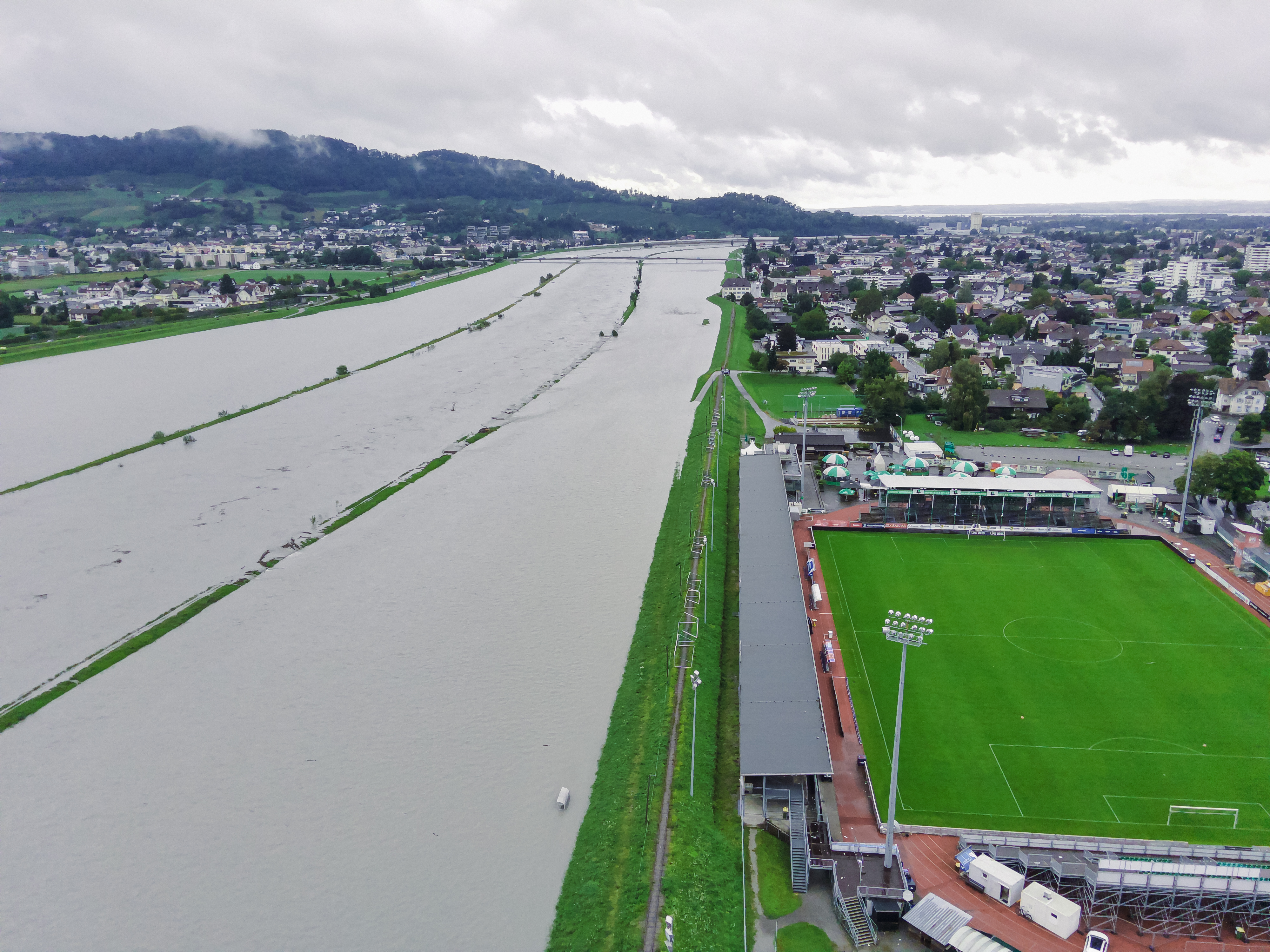
28. August 2023, das Vorarlberger Rheintal ging knapp an einer Katastrophe vorbei

Wetterextreme werden durch die globale Erwärmung häufiger und intensiver. Besonders schwere Unwetter sind in der Liste von Wetterereignissen in Europa zusammengefasst. Diese Extreme gehen können in alle Richtungen gehen. In Österreich betrifft es im Alpenraum beispielsweise sehr warme Winter und dann plötzliche große Schneemengen in sehr kurzer Zeit. Im Sommer gibt es zunehmend lange Trocken- und Hitzeperioden und dann plötzlich extreme Starkregenereignisse. Orkanartige Stürme, Gewitter und Hagel nehmen ebenfalls zu.
In Österreich waren bis in die Mitte des 20. Jahrhunderts vor allem Kältewellen und Lawinenwinter das Hauptproblem.

### Antike bis 1970
Extremwetterereignisse bis etwa 1970 hatten keine anthropogene Ursachen. Die weltweite Klimaanomalie 536–550 wurde vermutlich durch einen Vulkanausbruch verursacht. Die Wetteranomalien der 1430er Jahre mit sehr kalten und langen Wintern und nassen Sommern führte zu schweren Hungersnöten. Der Jahrtausendwinter von 1708/1709 brachte ebenfalls eine Hungersnot in ganz Europa. Der Winter 1962/63 brachte eine Kältewelle, bei der sogar der Bodensee zugefroren ist.

### 1970 bis 2000
Ab den 1970er Jahren stieg die Durchschnittstemperatur in Österreich merklich und die Wetterextreme nahmen dramatisch zu. Der Sommer 1976 war in ganz Europa der bis dahin heißeste Sommer. Der Lawinenwinter 1999 forderte allein in Galtür 38 Todesopfer. Das Pfingsthochwasser 1999 betraf Vorarlberg und Tirol. Große Teile von Bregenz standen unter Wasser. Am 26. Dezember 1999 brachte der Orkan Lothar den größten bekannten Forstschaden in Mitteleuropa.

### 2001 bis 2022
Das Donauhochwasser 2002 erzeugte in Österreich über drei Milliarden Euro Schaden. Nur drei Jahre später folgte das nächste katastrophale Hochwasser, das Alpenhochwasser 2005. Es folgte vier Jahre später das Hochwasser in Mitteleuropa 2009 und fünf Jahre darauf das Hochwasser in Mitteleuropa 2013.
Zusätzlich gab es zahlreiche Orkane mit schweren Schäden, Orkan Jeanett, Orkan Kyrill, Sturmtief Paula, Orkan Emma, Föhnsturm und Starkregen im Alpenraum im November 2014, Orkan Niklas und viele andere. Bei diesen Orkanen gab es auch Todesopfer.
Hitzewellen in Europa 2015 brachten Ernteausfälle durch Trockenheit, einen neuen Höchstwert in Deutschland mit 40,3 °C, zwischendurch gab es aber auch Kaltfronten mit schweren Unwettern, Starkregen und Tornados.
Die Unwetter in Europa im Frühjahr 2016 mit Starkregen und Blitzeinschlägen, Überschwemmungen, Sturzflut, Schlammlawinen, Windböen, Hagel und Tornados forderten Todesopfer und immense Sachschäden in ganz Europa. Das Orkantief Friederike streifte Österreich nur ganz am Rande, trotzdem musste die Westbahnstrecke zwischen Zams und Bludenz wegen Lawinengefahr gesperrt werden.
Eine dramatische Dürre und Hitze in Europa 2018 führte zu schweren Schäden in der Land- und Forstwirtschaft.  In Europa kam es bei Menschen ab 65 Jahren zu einer hitzebedingten Übersterblichkeit von etwa 104.000 Personen.
Anschließend brachten die Unwetter im Alpen-Adria-Raum im Herbst 2018 orkanartige Sturmböen, Starkregen, Sturmschäden, Hochwasser, Überschwemmungen, Murenabgängen und Stromausfälle. In Österreich gab es auch mehrere Verletzte.
2019 gab es gleich mehrere Hitzewellen in ganz Europa. An 26 Messstationen der Zentralanstalt für Meteorologie und Geodynamik (ZAMG) wurde der heißeste Tag seit Messbeginn verzeichnet. Im Juni gab es in Wien 13 Tropennächte.
Das Hochwasser in West- und Mitteleuropa 2021 führt auch in Österreich zu schweren Schäden (Unwetter in Österreich 2021).
Der Sommer 2022 war der bis dahin heißeste in Europa seit Beginn der Aufzeichnungen. Durch die zusätzliche Dürre kam es zu negativen Auswirkungen auf die menschliche Gesundheit, auf die Energieversorgung, auf die Landwirtschaft und die Wasserversorgung. Laut einer wissenschaftlichen Studie kam es in 35 europäischen Staaten für den Zeitraum 30. Mai bis 4. September 2022 zu rund 61.700 hitzebedingte Todesfällen.
Extreme Regenfälle am 19. August 2022 führten in Vorarlberg zu zahlreichen Überschwemmungen. In Bregenz fielen dabei in 24 Stunden 212 mm Regen, was in Bregenz einer Wiederkehrzeit von deutlich über 100 Jahren entspricht. Dieser neue Bundeslandrekord entspricht mehr als der gesamten Niederschlagsmenge, die in einem durchschnittlichen August fällt. Auch in Fraxern (192 mm, 43 Jahre Messgeschichte) und Feldkirch (167 mm, 121 Jahre Messgeschichte) wurden neue Stationsrekorde aufgestellt. Der Straßen- und Bahnverkehr brach zusammen.

### Jahr 2023
Der jährliche Klimastatusbericht für Österreich zählt allein für 2023 unzählige Extremereignisse auf.
Im Sommer gab es zwei Hitzewellen und auch der Herbst war der wärmste seit Messbeginn. Es gab zahlreiche Starkregenereignisse mit Überflutungen und Erdrutschen. Regional gab es aber auch dramatisch zu wenig Niederschlag.
Schäden durch Wetterextreme sind nicht nur Folgen der globalen Erwärmung, es gibt noch andere Faktoren, die eine Rolle spielen. Die Bodenversiegelung ist beispielsweise ein Faktor für die Schäden bei Starkregenereignissen. Österreich versiegelt doppelt so viel Boden wie Deutschland oder die Schweiz, täglich 18 Fußballfelder.

### Ausblick

Extremereignisse in Österreich (Abbildung aus dem AAR2)

Der Zweiten Österreichische Sachstandsbericht zum Klimawandel sagt in einer seiner Kernaussagen dazu:

„Alle verfügbaren Klimaprojektionen zeigen mindestens bis zur Mitte des 21. Jahrhunderts einen weiteren Anstieg der globalen und regionalen Durchschnittstemperaturen. In Österreich wird dieser Anstieg stärker ausfallen als im globalen Durchschnitt, da sich Landoberflächen schneller als Ozeane aufheizen. Hitzeextreme werden sich verstärken und hohe Temperaturen werden häufiger auftreten.“

## Auswirkungen auf den Menschen

### Gesundheitliche Auswirkungen

#### Sterbefälle als Folge von Hitzewellen

Hitze und exponierte Personen in Österreich (Abbildung SPM.6)

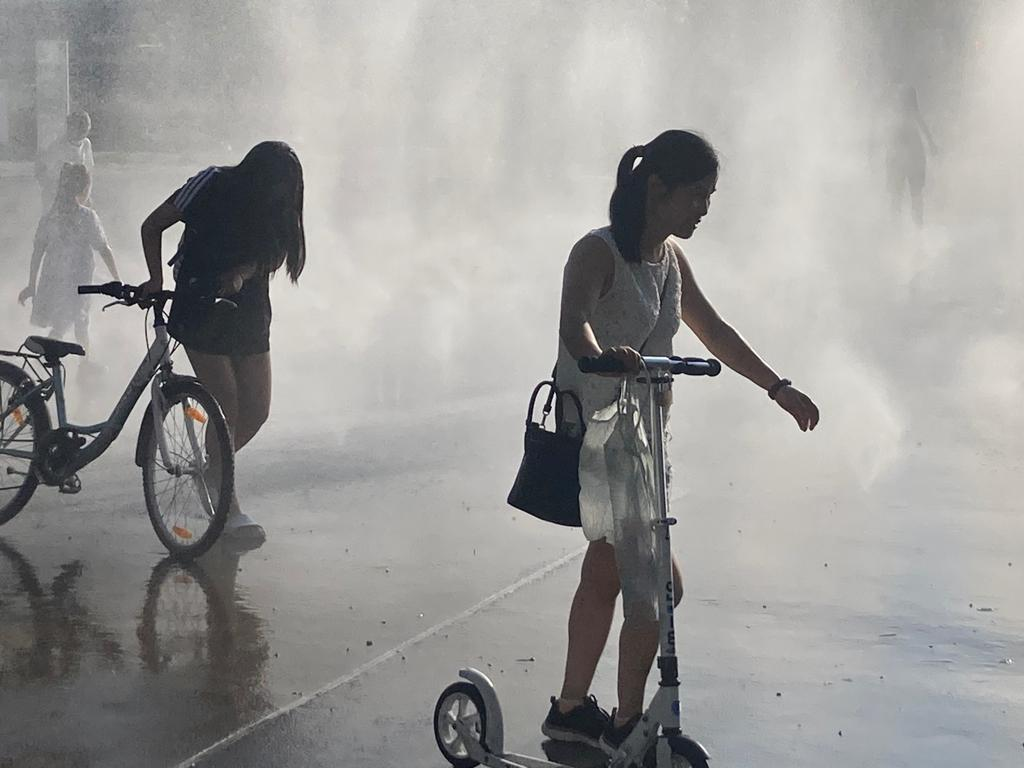
Abkühlanlage als Gegenmaßnahme gegen klimabedingte Hitze in der Stadt am Wiener Praterstern

Die Hitzewellen in Europa von 2013, 2015 und 2018 wurden laut Darstellung der Weltorganisation für Meteorologie (WMO) und der Nationalen Meeres- und Atmosphärenbehörde (NOAA) mit Begründung anhand von zahlreichen Einzelwetterphänomenen wahrscheinlich (in wesentlichem Ausmaß) durch den Klimawandel verursacht.
Hitzewellen als solche sind ein relativ junges Forschungsgebiet, früher wurde primär auf Dürren fokussiert. Es gibt auch keinerlei einheitliche Definition einer Hitzewelle. Eine für Mitteleuropa verwendete Methode der Auswertung geht auf den tschechischen Meteorologen Jan Kysely zurück:

„Eine Hitzewelle wird festgestellt, sobald an mindestens drei Tagen in Folge die Maximaltemperatur 30 °C überschreitet und hält so lange an, wie die mittlere Maximaltemperatur über die gesamte Periode über 30 °C bleibt und an keinem Tag eine Maximaltemperatur von 25 °C unterschritten wird.“

Die Hitzewellen führten zu erhöhter Mortalität, da insbesondere ältere oder gesundheitlich bereits geschwächte Personen leicht dehydrieren bzw. den Belastungen nicht mehr gewachsen sind. Die zunehmende Hitzebelastung insbesondere in den Städten ist aber nicht nur auf Klimaänderungen zurückzuführen, sondern auch auf die Stadtentwicklung und die Versiegelung der Böden.
Laut einer Presseaussendung des Klima- und Energiefonds der österreichischen Bundesregierung nach einer Diskussion internationaler Experten beim Europäischen Forum Alpbach birgt die Klimakrise ein enormes Gesundheitsrisiko. Demnach gab es in Österreich sechs Hitzetage in Folge im Durchschnitt der Jahre 2003–2012. Bereits 27 Hitzetage würde es 2036–2065 geben, bis zum Jahr 2100 würde sich die Zahl gegenüber 2019 sogar verzehnfachen. Bei der gleichzeitigen Alterung der Gesellschaft würden klimainduzierte Todesfälle in ganz Europa um das 50-fache steigen, so das Ergebnis des Sachstandsberichts Gesundheit, Demografie und Klimawandel des Austrian Panel on Climate Change (APCC), der im Auftrag des Klima- und Energiefonds erstellt wurde.
Statistiken der österreichischen Agentur für Gesundheit und Ernährungssicherheit (AGES) besagen, dass 2018 mehr Hitzetote (766 Fälle wurden gezählt) als Verkehrstote (400) zu beklagen waren. Es handelt sich dabei meist um durch Krankheiten vorbelastete Menschen, deren Physis durch die hohen Temperaturen noch mehr angegriffen wurde.

#### Krankheitserreger

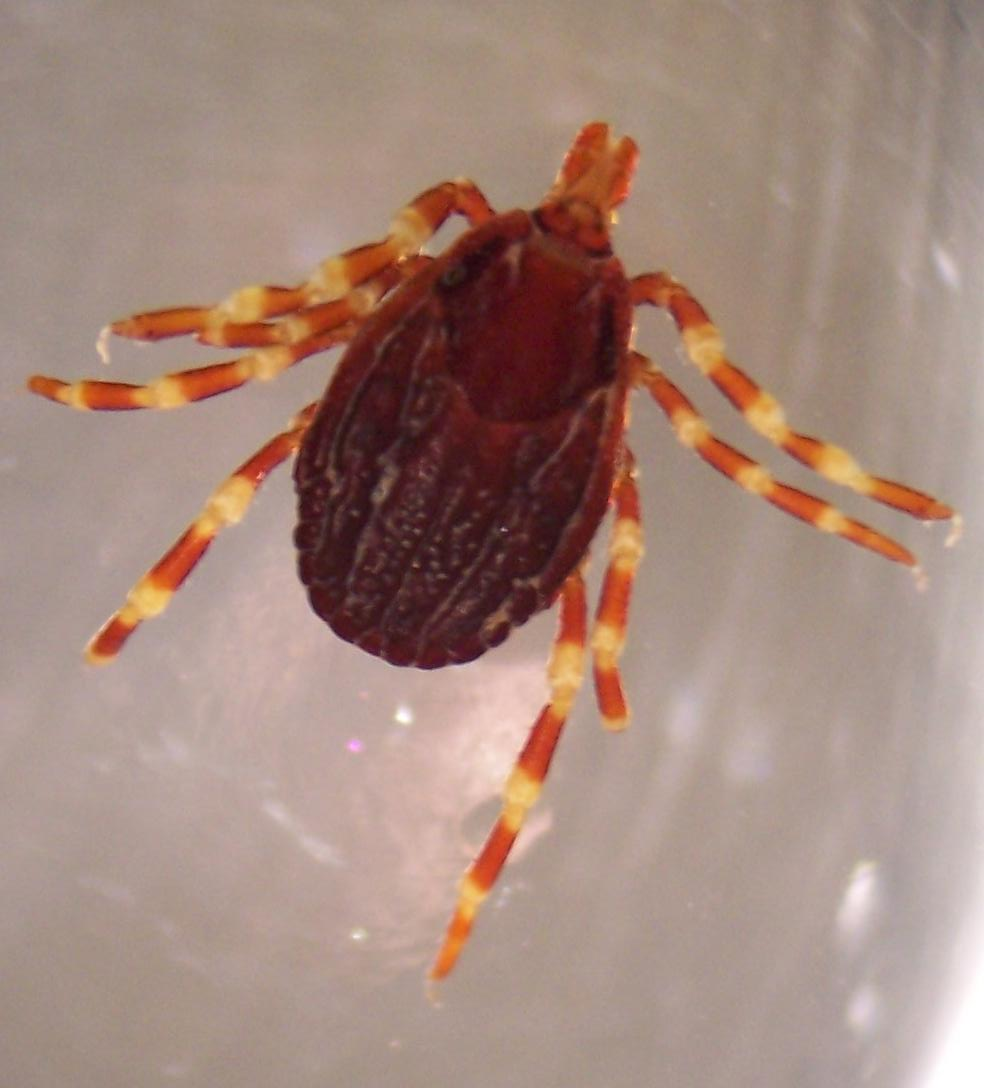
Subtropische
Hyalomma-Riesenzecke
Hyalomma marginatum

Die in den Subtropen beheimatete Riesenzecke Hyalomma marginatum kann nun auch in Österreich den Winter überstehen. Dies wurde erstmals in Oberösterreich im Bezirk Braunau am Inn im April 2019 festgestellt. Die Art besitzt medizinische Bedeutung als Vektor des Krim-Kongo-Fiebers und Fleckfiebers. Wie typisch für die Gattung, handelt es sich um eine relativ große Schildzecke mit einer Körperlänge von etwa 5 bis 6 Millimeter, bei der der Rückenschild (Scutum oder Conscutum) im nicht vollgesogenen Zustand den gesamten Rumpfabschnitt bedeckt. Sie ist merklich größer als die in Europa häufigste Art „Gemeiner Holzbock“. Die Beine sind heller als der Schild und meist merklich geringelt. Die Art ist von anderen Vertretern der Gattung schwierig und in der Regel nur im geschlechtsreifen Zustand unterscheidbar.
Seit einiger Zeit wird eine Arealausweitung dieser Art nach Norden hin beobachtet. Dies ruft wegen ihrer Bedeutung als Krankheitsüberträger Besorgnis bei Epidemiologen hervor. So ist die Art in der Türkei, wo sie früher recht selten war, häufiger geworden und gehört heute zu den häufigsten Zeckenarten. 85 Prozent der auf Rindern nachgewiesenen Zecken im Land gehören inzwischen zu dieser Art.
Auch im Juni 2019 wurde in Oberösterreich nachgewiesen, dass ein Exemplar überwinterte. Nach Modellabschätzungen erscheint unter realistischen Klimamodellen eine Ausbreitung der Art in Süddeutschland und bis in die südlichen Niederlande realistisch. In Österreich wurde ein geschlechtsreifes Tier, das mit dem Rickettsia aeschlimannii-Bakterium (einem Fleckfieber-Erreger, Symptome ähnlich zum Boutonneuse-Fieber) infiziert war, erstmals im Jahr 2018 im Raum Melk festgestellt.

#### Psychische Erkrankungen
Auch dürfte der zu beobachtende Anstieg der Umgebungstemperatur die psychische Gesundheit beeinflussen. Während Hitzeperioden kommt es zu einem vermehrten Aufsuchen psychiatrischer Einrichtungen bzw. zu mehr stationären Aufnahmen.

### Land- und Forstwirtschaft

Hagel wird häufiger, intensiver und großflächiger

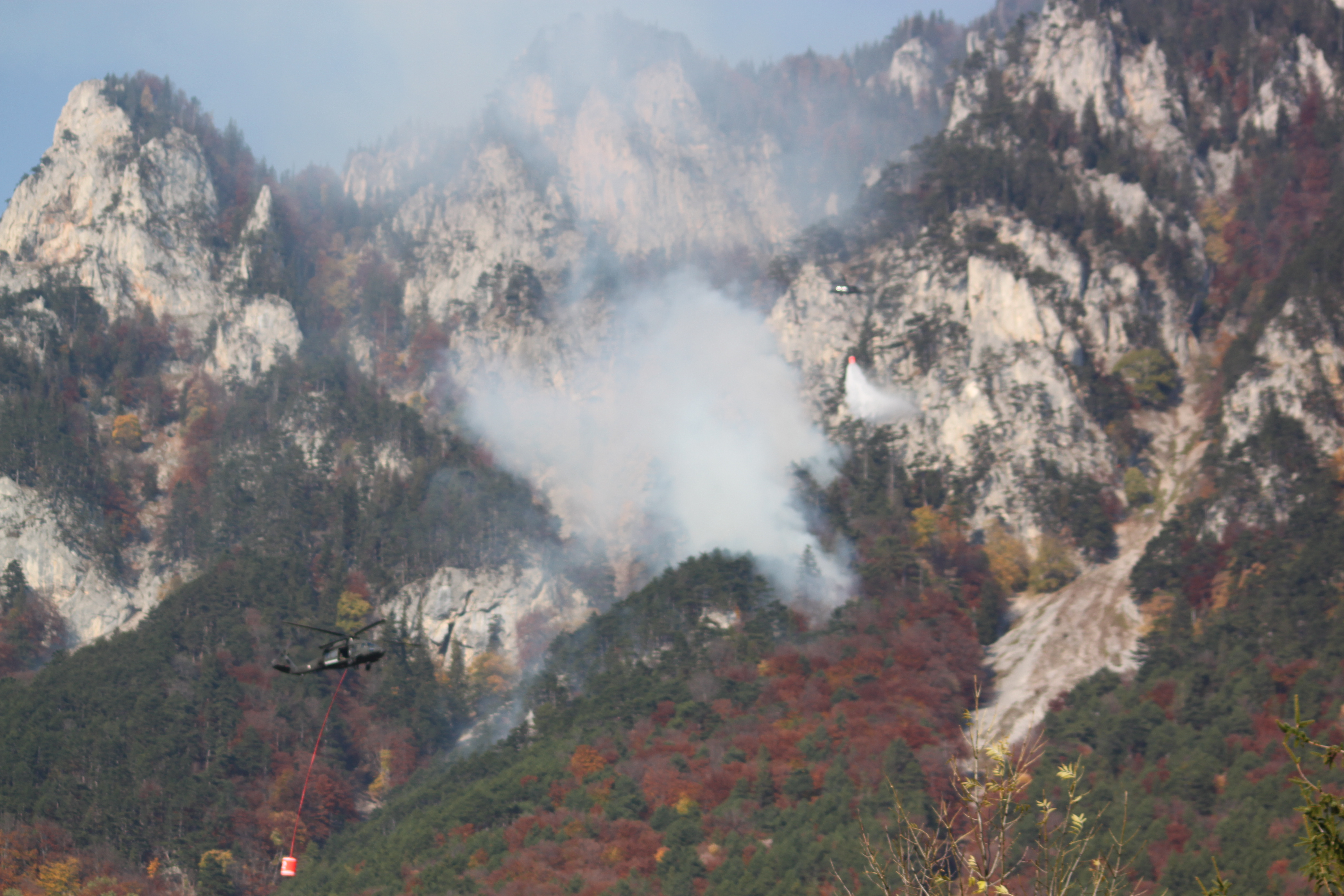
Waldbrand an der Rax, die Waldbrandgefahr wird durch den Klimawandel erhöht

Bei einem nur moderaten Anstieg der Temperaturen unter 2° würde die Landwirtschaft in Summe profitieren, vor allem im regenreichen Westen, das östliche Flachland würde wenig profitieren und durch Dürren immer wieder mal bedroht werden. Die 2°-Grenze würde weltweit und in Österreich wesentlich mehr Klimaschutz erfordern. Ein stärkerer Anstieg der globalen Temperatur wäre für die Landwirtschaft katastrophal und im Detail schwer abschätzbar.

#### Grünland
In Österreich sind 1,33 Millionen ha Grünland, damit ist es flächenmäßig die wichtigste Kulturart. Im Gebirge ist Almwirtschaft die einzige mögliche Form von Landwirtschaft. Es ist nicht nur Futterproduktion für Vieh, sondern auch Erosionsschutz und Kohlenstoffspeicherung. Es dient der Wasserqualität, der Biodiversität und ist Naturraum zur Erholung.
Dürre führt in Grünland zu einem geringeren Ertrag. Zusätzlich können auch Starkregenereignisse die Wiesen schädigen. Regional kann eine stärkere Nutzung von Almflächen zur Grundfutterversorgung helfen, Ausfälle in dürregeplagten Talregionen auszugleichen. Außerdem sind Almen wichtig für eine hohe Artenvielfalt und nicht zuletzt für den Tourismus.

#### Ackerland
Bei einer ausreichenden Wasserversorgung sind die Erträge durch die längere Vegetationsperiode höher. Die potentiellen Anbaugebiete für Obst, Gemüse und Getreide werden größer.
Der Ackerbau ist allerdings vor allem im Osten Österreichs wegen Wasserknappheit und Dürreperioden vulnerabel.

#### Weinbau
Durch die wärmeren Temperaturen vergrößern sich die möglichen Weinbaugebiete. Extremwetterereignisse hingegen können die Ernte gefährden.

#### Wald
Die Fichte war am Beginn des 21. Jahrhunderts mit einem Flächenanteil von mehr als 50 % die häufigste Baumart in Österreich. In einer Klimastudie des WWF Österreich und Österreichischen Bundesforste AG wird die Auffassung vertreten, dass die Fichte wegen der Klimaerwärmung für niedrige bis mittlere Seehöhen immer weniger geeignet sein wird. Besonders betroffen von der zunehmenden Erwärmung und dem daraus resultierenden Stress für die Fichten wären laut WWF und Bundesforsten demnach Niederösterreich, das Hügelland in der Steiermark, Südburgenland im Osten Österreichs und der Donauraum. Aber auch im Mühl- und Waldviertel käme es laut dieser Klimastudie zu einer Verschlechterung der Bedingungen für die Fichte, wo eine Verringerung der Niederschläge zu stärker werdendem Trockenstress für die Fichten führt. In diesen Gebieten mit zunehmend hohem Klimastress würde eine nachhaltige Bewirtschaftung von Fichtenwäldern demnach in Zukunft schwieriger oder unmöglich.
In einer Klimastudie des WWF Österreich und Österreichischen Bundesforste AG wird die Auffassung vertreten, die Buche wäre die häufigste Laubbaumart in Österreich. Die globale Erwärmung habe laut dieser Klimastudie vor allem im Osten Österreichs einen Rückgang der Jahresniederschläge auf unter 600 mm zur Folge. Trotzdem würde die Buche das für sie besiedelbare Areal in ganz Österreich als Folge der Klimaänderung ausdehnen können.

#### Schädlinge
Es ist davon auszugehen, dass sich Schadinsekten in der Landwirtschaft bei den im Zuge des Klimawandels höheren Temperaturen rascher entwickeln und dass sich wärmeliebende Arten von wärmeren südlichen Regionen stark nach Norden ausbreiten.

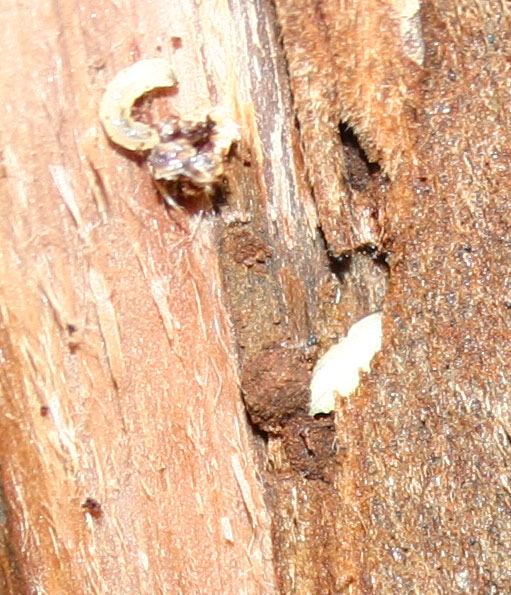
Larve eines Borkenkäfers

Der Borkenkäfer wird durch wärmeres Klima in der Entwicklung begünstigt, während die Fichte bei den höheren Temperaturen im Zuge des Klimawandels unter Klimastress leidet und dadurch anfälliger für Schäden wird. Dadurch beschränken sich die für die Fichte geeigneten Gebiete immer mehr auf höhere Lagen in den Alpen. Mit den ansteigenden Temperaturen erreicht jedoch die Borkenkäferproblematik auch höhere Lagen, wie dies in den letzten Jahren vor 2005 beobachtet wurde.

Neben dem Borkenkäfer sind die Marmorierten Baumwanzen (Halyomorpha halys) problematisch.

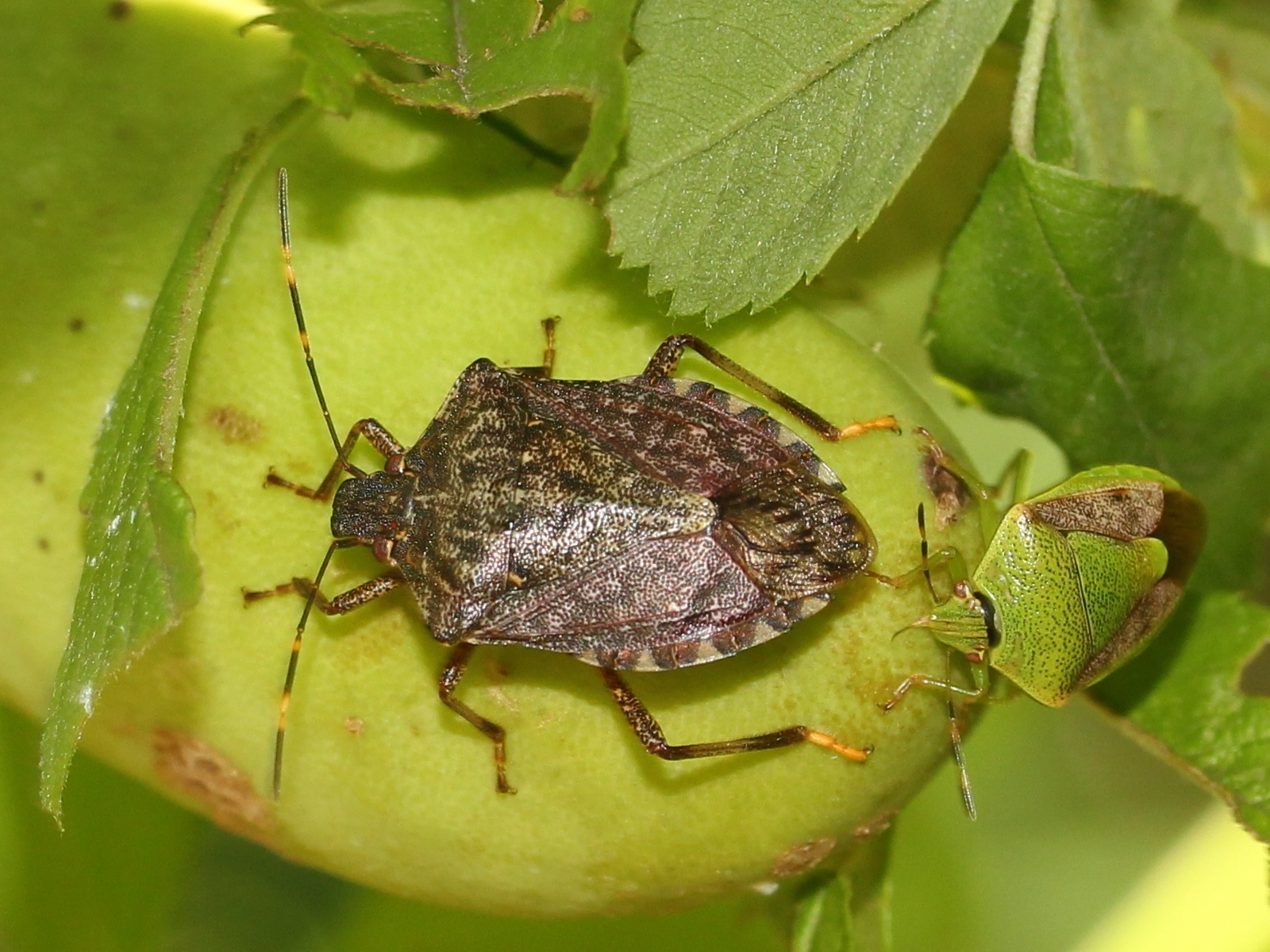
Marmorierte Baumwanze
Halyomorpha halys
(dahinter die grün gefärbte Plautia stali)

Die Marmorierte Baumwanze, umgangssprachlich auch Stinkkäfer oder BMSB (vom englischen Namen brown marmorated stink bug) ist eine Baumwanzen-Art mit natürlicher Verbreitung im gemäßigten Ostasien. Die Art gilt als landwirtschaftlicher Schädling und wurde als Neozoon nach Nordamerika, später auch Europa eingeschleppt. Bereits 2018 wurde in Österreich als Folge höherer Temperaturen auch durch den Klimawandel eine Verbreitung von Baumwanzen mit einem Vordringen teilweise bis in Wohnungen festgestellt. Die Marmorierte Baumwanze (Halyomorpha halys) wurde aus Ostasien eingeschleppt. In Österreich wurde über das erste Auftreten marmorierter Baumwanzen in Wien und in Dornbirn im Jahr 2015 berichtet. Im zweiten Halbjahr 2016 wurde die Marmorierte Baumwanze laut Zeitungsberichten häufig in Wien an und in Gebäuden festgestellt. Demnach war 2016 das erste Jahr, in welchem Wien von diesen übelriechenden Wanzen geplagt wurde.
Die Marmorierte Baumwanze wird vor allem schädlich durch das Besaugen von Früchten und Fruchtanlagen, darunter Pfirsich, Apfel, Birnen, Haselnuss, Weinrebe, aber auch Mais, Sojabohne, Tomate, Paprika und Aubergine. Durch den Saugvorgang werden die Früchte deformiert, verfärben sich und sind unansehnlich. Auch Pflanzenpathogene, wie Schimmelpilze der Gattung Eremothecium, können noch zusätzlich übertragen werden. Die Ernteschäden können bis zu 50 Prozent betragen. Obwohl die Wanze auch in den neuen Verbreitungsgebieten von zahlreichen biologischen Antagonisten attackiert wird, reichen diese gewöhnlich nicht zur Kontrolle aus.

Ein Import von spezialisierten Eiparasitoiden der Gattung Trissolcus (Familie Platygastridae, auch Samurai-Wespe genannt) aus China in die USA wurde geprüft. 2014 stellte man jedoch fest, dass sich die Samurai-Wespe bereits in den USA befindet. Die ökologischen Auswirkungen und Risiken müssen zuerst zuverlässig geprüft werden, bevor eine nicht-heimische Wespe verbreitet werden kann. Deshalb wird momentan auch erforscht, ob auch die in Europa heimische Schlupfwespenart zur Bekämpfung verwendet werden kann. Üblicherweise wird die Art aber durch Einsatz von Insektiziden bekämpft. Dies fördert generell das Insektensterben.

### Tourismus
Die steigenden Temperaturen und die geringeren Niederschläge im Sommer nützen dem Sommertourismus. Der Wintertourismus in der jetzigen Form wird deutlich einbrechen, dieser Schaden übertrifft den Nutzen im Sommer bei weitem.
Selbst bei einem geringen Anstieg der Temperaturen ergibt sich ein Nettoverlust für den Tourismus. Bei einem moderaten Anstieg ergaben Studien durchschnittlich etwa 90 Millionen Euro pro Jahr für den Zeitraum 2016 bis 2045.
Da der Tourismus ein wesentlicher Wirtschaftsfaktor in Österreich ist und viele Betriebe indirekt vom Tourismus leben, ist gesamtvolkswirtschaftliche Schaden enorm.

### Infrastruktur

#### Schäden durch Hochwasser, Vermurungen, Felsstürze und Lawinen
Bereits jetzt kommt es zu vermehrten Schäden durch Hochwasser, Muren, Felsstürze und Lawinen, die baulichen Schutzmaßnahmen reichen oft nicht mehr aus. Die Zerstörungskraft einer Mure ist besonders hoch, so dass auch Gefahr für Menschen innerhalb von Gebäuden besteht.

#### Bahngleisverwerfungen durch Hitze
Bei starker Sonneneinstrahlung kam es laut Medienberichten im Sommer 2019 im Schienennetz der Österreichischen Bundesbahnen zu so starkem Aufheizen der Schienen, dass es vereinzelt zu Schienenverdrückungen oder Gleisverwerfungen kam. In Vorarlberg wurden daher als Pilotprojekt der Österreichischen Bundesbahnen zu Forschungszwecken fünf Kilometer Bahngeleise weiß eingefärbt. Durch den Anstrich sollen die Temperaturen um fünf bis acht Grad gesenkt werden. Der ÖBB Infrastruktur-Vorstand Franz Bauer hielt das Projekt in einer Aussendung im Juli 2019 für sehr vielversprechend. Demnach sehen die ÖBB mit dem Projekt Grund zur Hoffnung, dadurch eine wirksame Maßnahme gegen die Auswirkungen des Klimawandels zu haben. Falls sich die Schienen nach Analysen im Folgejahr tatsächlich weniger verformen, soll diese Herangehensweise, die Hitzefolgen im Gleisbereich beherrschbarer zu machen, in ganz Österreich angewendet werden. Die Methode ist auch schon in der Schweiz und in Italien bekannt. In diesen beiden Ländern hat sich bereits bestätigt, dass der Temperatur-senkende Effekt der weißen Farbe tatsächlich eingetreten ist.
Auf der Nordwestbahn im Weinviertel kam es am Nachmittag des 26. Juli 2019 zwischen Göllersdorf (Bezirk Hollabrunn) und Hollabrunn in Niederösterreich zu einer Streckenunterbrechung. Grund war eine durch die Hitze ausgelöste Gleisverwerfung.

#### Überlastung der Kanalsysteme und Gebäudeschäden durch Starkregen
Im urbanen Raum können unerwartete, heftige Regenfälle zur Überlastung der Kanalsysteme führen. Beispielsweise kam es im Mai 2010 zu Starkregen in Wien, der Schäden an Gebäuden in Höhe von 810 Mio. Euro verursacht hat. Auch das Wiener Kanalsystem wurde insbesondere im Bereich Kaiserebersdorf bei Starkregenereignissen überlastet, es kam bereits zu Überflutungen.

#### Zunahme an Klimageräten
In Österreich gab es 2004 in 40.000 Haushalten ein Klimagerät. Laut dem Umweltbundesamt waren es 2018 bereits 180.000 Privathaushalte. Auch in Industrie und Gewerbe gibt es immer mehr Klimatisierung. Laut Internationaler Energieagentur (IEA) gibt es global etwa 2 Milliarden Klimaanlagen. Seit 1990 hat sich der Strombedarf für Klimatisierung mehr als verdreifacht. Damit einher gingen mehr als doppelt so hohe Treibhausgasemissionen. Mehr als 10 % der globalen Stromerzeugung fließen in Klimaanlagen.
Durch die Rekord-Temperaturen im Juni 2019 war in Österreich die Nachfrage nach Klimageräten in diesem Monat so hoch wie nie zuvor. Bereits im Juni 2019 wurde in Österreich mehr als das Doppelte an Klimageräten und Ventilatoren im Vergleich zum Gesamtjahr 2018 verkauft.
Auf Basis einer Umfrage von Marketagent.com plant laut einer Presseaussendung des Energie-Vergleichsportals für Österreich compera.at vom 26. April 2019 jeder dritte Österreicher wegen der Hitze den Kauf eines Klimagerätes. In Wien plant demnach sogar jeder Zweite innerhalb der nächsten beiden Jahre die Anschaffung eines Klimageräts. Im Juni 2019 besaßen laut der Umfrage zwei Drittel der Österreicher (68 Prozent) noch kein Klimagerät. Bei einer täglich achtstündigen Nutzung von Mai bis Mitte September betragen gemäß Angaben der Energievergleichsplattform die zusätzlichen Stromkosten bei einem Klimagerät pro Haushalt durchschnittlich etwa 350 Euro pro Jahr. Für drei Geräte pro Haushalt entstehen demnach Mehrkosten von bis zu 800 Euro pro Jahr. Der zusätzliche Energiebedarf verschärft wiederum die Klimaproblematik deutlich.

## Rückgang der Gletscher und Permafrostböden

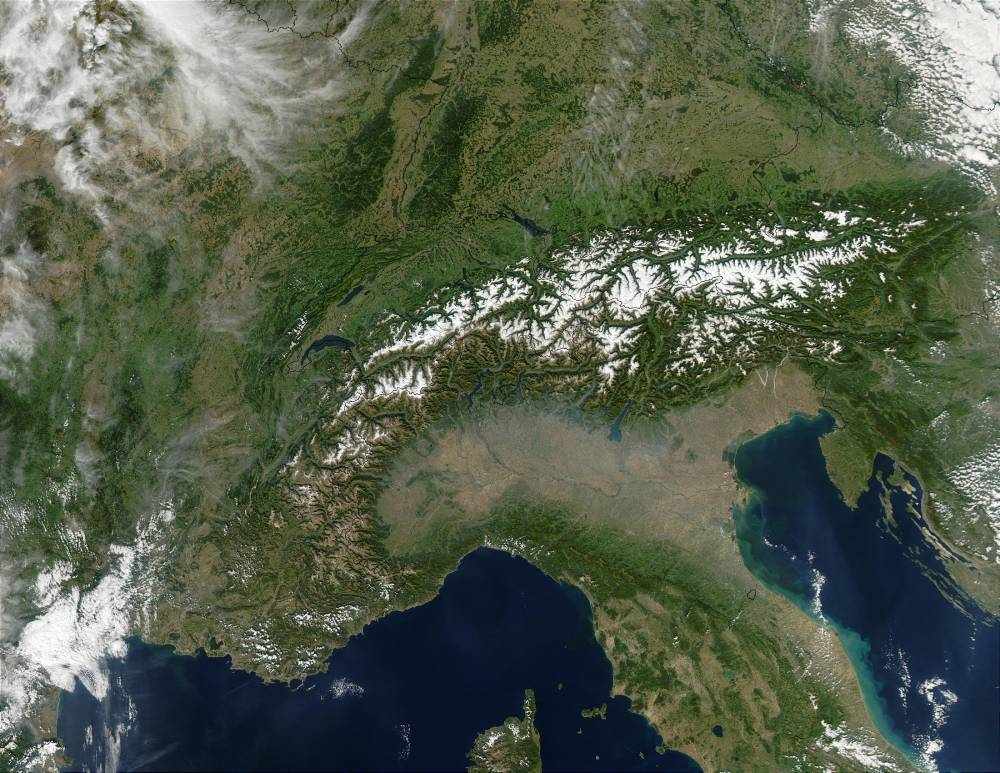
Satellitenaufnahme der Alpen

Der weltweite Gletscherschwund betrifft Österreich besonders. Eine Studie über die Entwicklung von 5150 Gletschern in den Alpen seit 1850 kommt zu dem Ergebnis, dass bis 1970 bereits 35 % der ursprünglich vorhandenen Gletscherfläche verschwunden war, und dass dieser Schwund sich bis 2000 auf annähernd 50 % vergrößert hat. Das bedeutet, dass bereits die Hälfte der ehemals von Gletschern bedeckten Fläche durch den Rückgang des Eises freigelegt worden ist.
Höhere Temperaturen in den Bergregionen Österreichs tragen dazu bei, dass mehr Niederschlag in Form von Regen statt Schnee fällt und die Schneedecke schneller schmilzt. Die Mehrzahl der Untersuchungen zur Änderung der Schneebedeckung zeigt einen in niedrigeren Höhen abnehmenden Trend in den Alpen. Schnee schützt durch sein Isolationsvermögen und die Rückstrahlung von Sonnenlicht (Albedo) die Gletscher und den Permafrost vor dem Tauen und sorgt für Massenzufluss im Nährgebiet der Gletscher. Die Abnahme der Schneebedeckung verstärkt daher den Rückgang von Gletschern und Permafrost. Der maximale Abfluss des Schmelzwassers im Einzugsgebiet der Alpen wird sich verfrühen, es drohen mehr hydrologische Extreme mit Folgen für Land- und Forstwirtschaft, Wasserkraftnutzung und Tourismus.
Der Glaziologe Gernot Patzelt berichtete im Gletscherbericht 2005/2006 über 100 vom Österreichischen Alpenverein beobachtete Gletscher, dass durch deren Rückgang derzeit Land freigelegt werde, das seit wenigstens 1300 Jahren ständig vergletschert gewesen sei. Es lässt sich auch zeigen, dass die Ausdehnung einiger Gletscher in früheren Zeiten (vor 6000–9000 Jahren) deutlich geringer gewesen ist als heute. Folglich geht man von höheren Temperaturen in Zeiten zurückweichender Gletscher aus. Prominentes Beispiel ist „Ötzi“, der vor etwa 5300 Jahren auf einem damals eisfreien Joch in der Nähe von Vent/Ötztaler Alpen ums Leben kam und dann von einer Schnee- und Eisdecke eingeschlossen wurde, wo er infolge des Gletscherrückzuges 1991 unter dem Eis auftauchte. Gleichzeitig betonte Patzelt jedoch, dass Funde von Torfen und Baumstämmen belegten, dass diese Gebiete früher teilweise von Lärchenwäldern bedeckt gewesen seien und die Gletscherstände in 2006 historisch gesehen „nicht außergewöhnlich“.
Szenarien für das 21. Jahrhundert zeigen an, dass bei einer durchschnittlichen Erwärmung um 3 °C bis ins Jahr 2100 die Gletscher der Alpen etwa 80 % der noch im Zeitraum zwischen 1971 und 1990 vorhandenen Fläche verloren haben werden. Das entspräche nur noch einem Zehntel der Ausdehnung von 1850. Eine Erwärmung um 5 °C würde praktisch zum vollständigen Verlust an Gletschereis führen.
Auch die Permafrostböden in den Alpen tauen auf. Dies hat vielfältige Folgen. So werden gleichzeitig mit dem Gletscherschwund große Gebiete aus stark frakturiertem Material wie Moränen, Gerölle und Felsen freigelegt, die vorher permanent gefroren waren. Die gelockerte Gesteinsmasse kann am Berghang in eine langsam kriechende Bewegung übergehen, und bei starken Niederschlägen kann dieses Material in Form von Murgängen wieder mobilisiert werden. Dadurch steigt die Gefahr von Verwüstungen entlang der Bachrinnen bis in die Täler hinunter. Außerdem nimmt die Bodeninstabilität zu, wodurch Installationen in großen Höhen (wie Seilbahnen, Masten etc.) destabilisiert werden. Solche Installationen müssen in Zukunft zusätzlich gesichert werden. Die Konstruktionskosten werden deshalb steigen. In hochalpinen Regionen mit Permafrost drohen häufiger Fels- und Bergstürze, was für Touristen, Siedlungen und Infrastruktur gefährlich ist. Bergbahnstationen, Masten, Restaurants, Schutzhütten, Wasserrohre, Lawinenverbauungen, Telekommunikationsanlagen, Stollen und Bahngleis spielen im Gebirge eine wichtige Rolle für den Tourismus, die Kommunikation, die Energieversorgung oder den Schutz vor Naturgefahren – und sind gefährdet, wenn der Permafrost auftaut.

## Gewässer

### Temperaturanstieg und Schwankungen der Abflussdynamik
Flüsse und Seen Österreichs verzeichnen bereits jetzt einen starken Temperaturanstieg, höhere Schwankungen in der Abflussdynamik und das Risiko häufigerer Hochwässer.
In den letzten 100 Jahren ist die mittlere jährliche Wassertemperatur der österreichischen Donau – infolge der Klimaveränderung – von 8,9 °C auf 10,2 °C angestiegen.

### Auswirkungen des Temperaturanstiegs auf verschiedene Fischarten
Die Seesaiblinge im Altausseer See kommen durch die steigenden Wassertemperaturen und den damit verbundenen Sauerstoffmangel unter Stress.
In Oberösterreich sorgt sich Landesfischermeister Siegfried Pilgerstorfer um das Überleben der klassischen Wildfischarten. Die Forelle im Mühlviertel stehe aufgrund der hohen Wassertemperaturen derart unter Stress, dass „im Rahmen der Waidgerechtigkeit“ die Fischerei – so weit es geht – einzustellen sei. Der Fischökologe Klaus Berg befürchtet, dass natürliche Reproduktion kaum bis gar nicht möglich werden könnte und die Fischarten in der Folge aussterben könnten.
Von einer Erwärmung der Gewässer profitieren der Karpfen und exotische Fischarten.

## Auswirkungen auf Österreich durch internationale Trends

Vereinfachte Darstellung der globalen Zusammenhänge

Die globale Erwärmung ist weltweit eines der Hauptprobleme, die Ursachen, die Auswirkungen und die Lösungen müssen global betrachtet werden. Österreich ist indirekt betroffen durch Klimakatastrophen in anderen Teilen der Welt. Gerade im Globalen Süden sind sie Verhältnisse katastrophal. Die globale Erwärmung ist bereits jetzt die Hauptursache für Hunger und Armut. Dies wiederum führt zu Konflikten, Massenflucht und politischer Instabilität. Hitze, Dürre und der steigende Meeresspiegel zerstört die Lebensgrundlage von vielen hundert Millionen Menschen. Lebensmittelknappheit erhöht die Lebensmittelpreise und andere Preise. Österreich wäre indirekt betroffen durch Inflation und Masseneinwanderung, aber auch durch eine zunehmende Kriegsgefahr.

## Wirtschaftliche Transformation

Möglichkeiten zum Klimaschutz und deren Kosten (aus dem AAR2)

Verhaltensänderungen des Einzelnen, ein Umdenken in der Gesellschaft und in der Politik, aber auch eine Transformation der Wirtschaft sind notwendig und unumgänglich. Das Intergovernmental Panel on Climate Change schreibt im Synthesebericht zum Sechsten IPCC-Sachstandsbericht zusammenfassend, dass ein rascher und tiefgreifender Wandel in allen Wirtschaftssektoren nötig ist, um die Reduktion der Treibhausgase zu erreichen und eine nachhaltige Zukunft für alle zu sichern. Diese wirtschaftlichen, gesellschaftlichen und politischen Übergänge erfordern ein breites Spektrums an Minderungs- und Anpassungsmaßnahmen.
Die Klima- und Transformationsoffensive der österreichischen Bundesregierung hat das Ziel, österreichische Industriebetriebe dabei zu unterstützen, ihre Produktionsprozesse klimaneutral zu gestalten. Das erhöht die Wertschöpfung in Österreich, verringert die Abhängigkeit von fossiler Energie und senkt die Treibhausgasemissionen. Bis 2030 stehen Förderungen von ca. 5,7 Milliarden Euro zur Verfügung.

## Klimapolitik

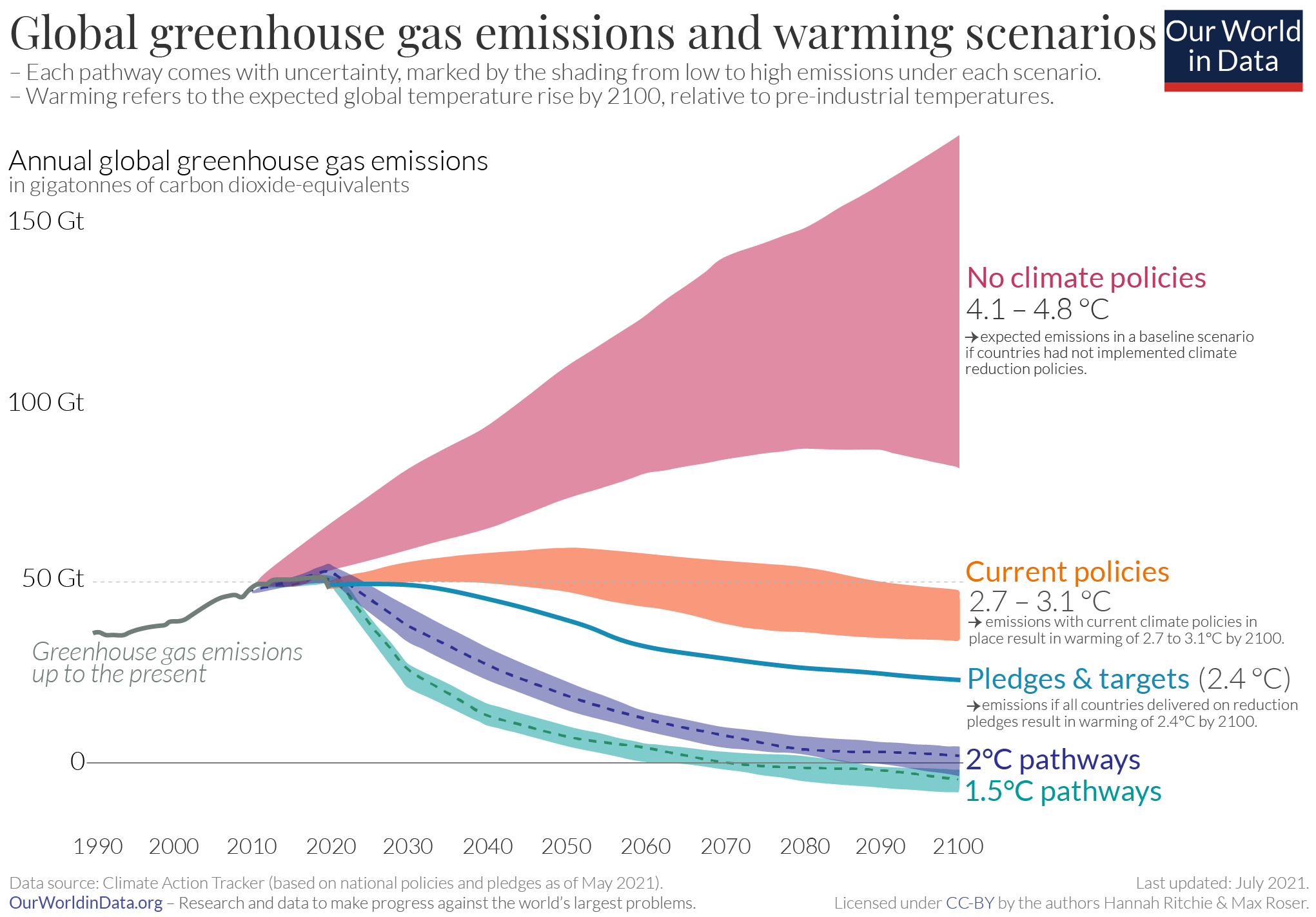
Der orange Bereich stellt die derzeitige Klimapolitik dar

Die politischen Maßnahmen weltweit und auch in Österreich genügen bei weitem nicht. Es gibt inzwischen Ankündigen für 80 % der Treibhausgasemissionen, sie irgendwann auf null zu reduzieren, aber die Emissionen steigen noch immer.

### Studie zu 20 Jahren Klimapolitik: Was wirkt und was nicht wirkt
In einer wissenschaftlichen Studie wurden 1500 Politikmaßnahmen aus 41 Ländern analysiert auf ihre Wirksamkeit. Sie wurde im renommierten Fachjournal Science veröffentlicht. Erstmals lieferten Ökonomen ein detailliertes Bild von vergangenen politischen Maßnahmen. Die meisten erzielten keine Emissionsreduktion im erforderlichen Ausmaß, nur 63 Fälle waren erfolgreich, sie führten zu durchschnittlich 19 % Emissionsminderungen. Was diese Erfolgsfälle eint und den entscheidenden Unterschied ausmacht, sie bündelten verschiedene Maßnahmen und setzten auf die Hebelwirkung von Steuer- bzw. Preisanreizen.

## Proteste gegen die derzeitige Klimapolitik
Inzwischen gibt es zahlreiche Gruppierungen, die eine rasche verstärkte Klimapolitik fordern, darunter Fridays for Future, Scientists for Future und die Letzte Generation.

### Erstes Klimavolksbegehren Österreichs
Das Klimavolksbegehren will den Klimaschutz in der Verfassung verankern.

### Forderungen nach einer Besteuerung von Kerosin
In Österreich hätte mit Stand Juli 2019 die Einführung einer Kerosinsteuer eine deutliche Mehrheit in der Gesellschaft, 73 % befürworteten eine solche Sondersteuer. Bei den Parteien sind SPÖ, Grüne und Neos für die Einführung, die ÖVP uneinig, die FPÖ gegen die Einführung einer Sondersteuer auf Flugbenzin.
Seit 10. Mai 2019 existiert eine Europäische Bürgerinitiative mit dem Ziel, die existierende Steuerbefreiung auf Kerosin zu beenden. Die Ablauffrist dieser Initiative ist der 10. Mai 2020. Bis 25. August 2019 haben nach ca. 27 % der Laufzeit (10. Mai 2019 bis 10. Mai 2020) der Bürgerinitiative insgesamt 47.214 EU-Bürger, also 4,7 % der erforderlichen Mindestbeteiligung diese Europäische Bürgerinitiative unterzeichnet. Um erfolgreich zu sein, muss eine Europäische Bürgerinitiative jedoch insgesamt eine Million Unterstützungsbekundungen erhalten, davon in mindestens sieben Ländern jeweils eine Mindestanzahl. In Belgien sind am 25. August 2019 bereits 33,15 % der erforderlichen Beteiligung erreicht, in Deutschland 26,79 %, in Schweden 21,15 %, in Österreich 15,63 % und in den Niederlanden 12,25 %.

### Forderungen nach Einhaltung des Klimaschutzgesetzes
Nach Information von Greenpeace im Juli 2019 hat Österreich 2017 die per Klimaschutzgesetz vorgegebene Höchstmenge an Treibhausgasen um 2,1 Mio. Tonnen überschritten, 2018 um 700.000 Tonnen. Laut Gesetz hat die Regierung 6 Monate Zeit, um weitere Maßnahmen zu ergreifen. Das Umweltministerium habe laut eigener Darstellung mit der Veröffentlichung der Zielwertüberschreitung bei den CO2-Emissionen 2017 umgehend eine Evaluierung gesetzter Maßnahmen beim Umweltbundesamt in Auftrag gegeben, die aber Ende Juli 2019 noch nicht abgeschlossen war. Der Anfangspunkt für diese Frist sei laut Umweltministerium nicht das Datum der Veröffentlichung der CO2-Emissionen für 2017 Ende Jänner gewesen, sondern starte erst mit Vorliegen der Evaluierung der Maßnahmen durch das Umweltbundesamt.

### Forderungen nach Baumpflanzungen und Wasseranlagen in den Großstädten gegen die Hitze
Die Metropolen der Welt müssen sich einer Studie zufolge auf eine drastische Erwärmung des Stadtklimas einstellen. 77 Prozent der 520 größten Städte würden bis zum Jahr 2050 einen deutlichen Wandel der klimatischen Bedingungen erleben, heißt es in einer am Mittwoch, dem 10. Juli 2019 veröffentlichten Studie von Wissenschaftern der ETH Zürich. Die ZAMG spricht vom Hitzepol in der Wiener Innenstadt. Eine 2019 im Fachjournal Plos One erschienene Studie besagt, dass Wien von einer weiteren Klimaerwärmung besonders betroffen sein dürfte. In den heißesten Monaten könne man bis 2050 mit einem Temperaturanstieg von plus 7,6 Grad rechnen. In Europa wird mit plus 7,8 Grad nur für Budapest ein noch höherer Temperaturanstieg bis 2050 prognostiziert. London könnte ähnlich warm wie Barcelona werden (derzeit 30 Grad). Schuld daran seien „Hitzeinseln“, die durch versiegelte Flächen wie auf dem Wiener Schwarzenbergplatz entstehen. Experten forderten daraufhin mehr Baumpflanzungen, Bänke, Wasseranlagen und außen liegende Jalousien an Häusern.

## Klimaklagen in Österreich

### Erste Klimaklage in Österreich gegen Ausbau des Flughafens Wien-Schwechat
Aus Österreich wurde bis März 2018 eine Klimaklage bekannt. Umweltorganisationen klagten gegen den Ausbau des Flughafens Wien-Schwechat. Sie führten u. a. an, dass dieser dem Klimaschutzgesetz und den internationalen Klimaverpflichtungen Österreichs zuwiderlaufen würde. Im Februar 2017 wies das Bundesverwaltungsgericht den Antrag auf Bau und Planung einer dritten Piste zunächst ab. Nach einer Beschwerde des Flughafen-Vorstands bemängelte der Verfassungsgerichtshof die Zurechnung von Emissionen zum Flughafen und die unmittelbare Anwendung internationaler Verpflichtungen auf innerstaatliche Projekte. Die Klage wurde an die Vorinstanz zurückverwiesen, wo im März 2018 der Bau unter Auflagen genehmigt wurde.

### Zweite Klima-Klage beim VfGH gegen klimaschädliche Gesetze
In einer Pressekonferenz mit Chris Lohner, Greenpeace-Geschäftsführer Alexander Egit, ADAMAH Biohof-Gründer Gerhard Zoubek, Fridays-For-Future-Aktivistin Veronika Winter und Anwältin Michaela Krömer wurde am 29. August 2019 die zweite Klimaklage (zugleich erste Klimaklage gegen umweltschädliche Gesetze) in Österreich präsentiert. Die Umweltschutzorganisation Greenpeace kündigte dabei an, mit Betroffenen vor dem Verfassungsgerichtshof das Recht auf eine lebenswerte Zukunft einzuklagen. Gemeinsam würden sie für einen besseren Schutz der Grundrechte vor den Folgen der Klimakrise kämpfen. Sie würden dabei beim VfGH gegen klimaschädliche Gesetze und Verordnungen rechtlich vorgehen. Als Beispiele für solche klimaschädlichen Gesetze nannte Greenpeace die Steuerbefreiung von Kerosin oder Tempo 140 auf der Autobahn. Greenpeace wählte auch in anderen Ländern Europas dieses Modell des Widerstands. In den Niederlanden wurde die Regierung für schuldig befunden, dass sie die Bürger-Fürsorgepflicht wegen mangelnden Klimaschutzes verletzt hätte.